# Chris Leben
Pour les articles homonymes, voir Leben (homonymie).
Chris Leben, né le 21 juillet 1980 à Portland dans l'Oregon, est un pratiquant américain d'arts martiaux mixtes (MMA). 
En janvier 2004, il devient le premier champion des poids moyens de l'ancienne organisation World Extreme Cagefighting. Puis après avoir participé à la première saison de la série The Ultimate Fighter, il évolue dans la division des poids moyens de l'Ultimate Fighting Championship (UFC) de 2005 à 2014.

## Parcours en arts martiaux mixtes

### The Ultimate Fighter
Chris Leben apparait dans la toute première saison de The Ultimate Fighter, série produite par l'organisation américaine de MMA Ultimate Fighting Championship (UFC).
Il impressionne le public et les entraineurs avec son expérience et sa technique de combat[non neutre]. À la suite de plusieurs conflits, Dana White, président de l'UFC, décide de le confronter à son rival Josh Koscheck.
Leben perd ce match en deux rounds à la décision des juges malgré une bonne prestation lors du premier round. Cette défaite marque la fin de son parcours dans cette compétition.

### Ultimate Fighting Championship
Chris Leben est ensuite programmé face au finaliste de The Ultimate Fighter 17, le Jamaïcain Uriah Hall pour l'UFC 168. Les deux hommes se rencontrent donc le 28 décembre 2013 à Las Vegas. Hall rentre directement dans le match avec un coup de pied sauté qui envoie Leben sur son séant mais revient vite sur ses pieds. Hall passe ensuite la totalité du round sur le reculoir, à tenir la distance, piquant parfois l'Américain sur quelques coups. Il envoie un coup de poing du droit significatif juste avant la fin de la reprise qui touche durement Leben. La cloche retentit avant que l'arbitre ne déclare la fin du match mais Leben abandonne à ce moment et perd par TKO.
Le 20 janvier 2014, il annonce sa retraite sportive après 22 combats depuis avril 2005 dans l'organisation américaine.

## Palmarès en arts martiaux mixtes
| Résultat | Record | Adversaire        | Méthode                                 | Événement                                                | Date              | Round | Temps | Lieu                             | Notes                                             |
| -------- | ------ | ----------------- | --------------------------------------- | -------------------------------------------------------- | ----------------- | ----- | ----- | -------------------------------- | ------------------------------------------------- |
| Défaite  | 22-11  | Uriah Hall        | TKO (abandon)                           | UFC 168: Silva vs. Weidman 2                             | 28 décembre 2013  | 1     | 5:00  | Las Vegas, Nevada, États-Unis    |                                                   |
| Défaite  | 22-10  | Andrew Craig      | Décision partagée                       | UFC 162: Silva vs. Weidman                               | 6 juillet 2013    | 3     | 5:00  | Las Vegas, Nevada, États-Unis    |                                                   |
| Défaite  | 22-9   | Derek Brunson     | Décision unanime                        | UFC 155: Dos Santos vs. Velasquez II                     | 29 décembre 2012  | 3     | 5:00  | Las Vegas, Nevada, États-Unis    |                                                   |
| Défaite  | 22-8   | Mark Muñoz        | TKO (arrêt du coin)                     | UFC 138: Leben vs. Muñoz                                 | 5 novembre 2011   | 2     | 5:00  | Birmingham, Angleterre           |                                                   |
| Victoire | 22-7   | Wanderlei Silva   | TKO (coups de poing)                    | UFC 132: Cruz vs. Faber 2                                | 2 juillet 2011    | 1     | 0:27  | Las Vegas, Nevada, États-Unis    |                                                   |
| Défaite  | 21-7   | Brian Stann       | TKO (coup de genou et coups de poing)   | UFC 125: Resolution                                      | 1er janvier 2011  | 1     | 3:37  | Las Vegas, Nevada, États-Unis    |                                                   |
| Victoire | 21-6   | Yoshihiro Akiyama | Soumission (étranglement en triangle)   | UFC 116: Lesnar vs. Carwin                               | 3 juillet 2010    | 3     | 4:40  | Las Vegas, Nevada, États-Unis    | Combat de la soirée                               |
| Victoire | 20-6   | Aaron Simpson     | TKO (coups de poing)                    | The Ultimate Fighter: Team Liddell vs. Team Ortiz Finale | 19 juin 2010      | 2     | 4:17  | Las Vegas, Nevada, États-Unis    | KO de la soirée                                   |
| Victoire | 19-6   | Jay Silva         | Décision unanime                        | UFC Fight Night: Maynard vs. Diaz                        | 11 janvier 2010   | 3     | 5:00  | Fairfax, Virginie, États-Unis    |                                                   |
| Défaite  | 18-6   | Jake Rosholt      | Soumission (étranglement bras/tête)     | UFC 102: Couture vs. Nogueira                            | 29 août 2009      | 3     | 1:30  | Portland, Oregon, États-Unis     |                                                   |
| Défaite  | 18-5   | Michael Bisping   | Décision unanime                        | UFC 89: Bisping vs. Leben                                | 18 octobre 2008   | 3     | 5:00  | Birmingham, Angleterre           | Leben est testé positif aux stéroïdes.            |
| Victoire | 18-4   | Alessio Sakara    | TKO (coups de poing)                    | UFC 82: Pride Of A Champion                              | 1er mars 2008     | 1     | 3:16  | Columbus, Ohio, États-Unis       | KO de la soirée                                   |
| Victoire | 17-4   | Terry Martin      | KO (coup de poing)                      | UFC Fight Night: Thomas vs. Florian                      | 19 septembre 2007 | 3     | 3:56  | Las Vegas, Nevada, États-Unis    |                                                   |
| Défaite  | 16-4   | Kalib Starnes     | Décision unanime                        | UFC 71: Liddell vs. Jackson                              | 26 mai 2007       | 3     | 5:00  | Las Vegas, Nevada, États-Unis    | Combat de la soirée                               |
| Défaite  | 16-3   | Jason MacDonald   | Soumission (étranglement en guillotine) | UFC 66: Liddell vs. Ortiz 2                              | 30 décembre 2006  | 2     | 4:03  | Las Vegas, Nevada, États-Unis    |                                                   |
| Victoire | 16-2   | Jorge Santiago    | KO (coup de poing)                      | UFC Fight Night 6                                        | 17 août 2006      | 2     | 0:35  | Las Vegas, Nevada, États-Unis    |                                                   |
| Défaite  | 15-2   | Anderson Silva    | KO (coup de genou)                      | UFC Ultimate Fight Night 5                               | 28 juin 2006      | 1     | 0:49  | Las Vegas, Nevada, États-Unis    |                                                   |
| Victoire | 15-1   | Luigi Fioravanti  | Décision unanime                        | UFC Ultimate Fight Night 4                               | 6 avril 2006      | 3     | 5:00  | Las Vegas, Nevada, États-Unis    |                                                   |
| Victoire | 14-1   | Jorge Rivera      | TKO (coups de poing)                    | UFC Ultimate Fight Night 3                               | 16 janvier 2006   | 1     | 1:44  | Las Vegas, Nevada, États-Unis    |                                                   |
| Victoire | 13-1   | Edwin Dewees      | Soumission (clé de bras)                | UFC Ultimate Fight Night 2                               | 3 octobre 2005    | 1     | 3:26  | Las Vegas, Nevada, États-Unis    |                                                   |
| Victoire | 12-1   | Patrick Côté      | Décision partagée                       | UFC Ultimate Fight Night                                 | 6 août 2005       | 3     | 5:00  | Las Vegas, Nevada, États-Unis    |                                                   |
| Victoire | 11-1   | Jason Thacker     | TKO (coups de poing)                    | The Ultimate Fighter 1                                   | 9 avril 2005      | 1     | 1:35  | Las Vegas, Nevada, États-Unis    |                                                   |
| Victoire | 10-1   | Benji Radach      | TKO (mâchoire cassé)                    | SF 4: Fight For Freedom                                  | 26 juin 2004      | 3     | 3:43  | Gresham, Oregon, États-Unis      |                                                   |
| Défaite  | 9-1    | Joe Doerksen      | Décision unanime                        | Freestyle Fighting Championships 9                       | 14 mai 2004       | 3     | 5:00  | Biloxi, Mississippi, États-Unis  |                                                   |
| Victoire | 9-0    | Justin Davis      | KO (coup de poing)                      | SF 3: Dome                                               | 17 avril 2004     | 1     | 1:54  | Gresham, Oregon, États-Unis      |                                                   |
| Victoire | 8-0    | Boyd Ballard      | KO (coups de poing)                     | UFCF: Night of Champions                                 | 31 janvier 2004   | 1     | 1:50  | Lynnwood, Washington, États-Unis |                                                   |
| Victoire | 7-0    | Mike Swick        | KO (coup de poing)                      | WEC 9: Cold Blooded                                      | 16 janvier 2004   | 2     | 0:45  | Lemoore, Californie, États-Unis  | Devient le premier champion poids moyens du WEC.. |
| Victoire | 6-0    | James Fanshier    | Décision unanime                        | Gladiator Challenge 20                                   | 13 novembre 2003  | 3     | 5:00  | Colusa, Californie, États-Unis   |                                                   |
| Victoire | 5-0    | Brian Sleeman     | Soumission (clé de bras)                | WEC 8: Halloween Fury 2                                  | 17 octobre 2003   | 1     | 3:15  | Lemoore, Californie, États-Unis  |                                                   |
| Victoire | 4-0    | Boyd Ballard      | Soumission (clé de bras)                | UFCF: Night of Champions                                 | 11 octobre 2003   | 1     | 2:18  | Lynnwood, Washington, États-Unis |                                                   |
| Victoire | 3-0    | Landon Showalter  | Décision unanime                        | TQP: Sport Fight: Second Coming                          | 23 août 2003      | 3     | 5:00  | Gresham, Oregon, États-Unis      |                                                   |
| Victoire | 2-0    | Otto Olson        | KO (coup de poing)                      | UFCF: Battle in Seattle                                  | 26 juillet 2003   | 1     | 2:01  | Seattle, Washington, États-Unis  |                                                   |
| Victoire | 1-0    | Bryce Hamilton    | Soumission (clé de bras)                | UFCF: Everett Extreme Challenge 6                        | 9 novembre 2002   | 1     | 2:45  | Everett, Washington, États-Unis  |                                                   |